# Норт Њутон (Канзас)
Норт Њутон (енгл. North Newton) град је у америчкој савезној држави Канзас.

## Демографија
По попису из 2010. године број становника је 1.759, што је 237 (15,6%) становника више него 2000. године.
| Група             | 2000.         | 2010.         |
| Белци             | 1.421 (93,4%) | 1.621 (92,2%) |
| Афроамериканци    | 31 (2,0%)     | 24 (1,4%)     |
| Азијати           | 5 (0,3%)      | 15 (0,9%)     |
| Хиспаноамериканци | 43 (2,8%)     | 73 (4,2%)     |
| Укупно            | 1.522         | 1.759         |